# Бабіч Наталія Андріївна
Наталія Андріївна Бабіч (народилася 15 вересня 1938, Москва) — радянський та український хормейстер, педагог, музично-громадський діяч. Заслужений діяч мистецтв України.

## Біографічні відомості
Народилася в Москві на Арбаті. З 1941 по 1950 з родиною перебувала після евакуації у Середній Азії — містах Ош, Ленінабад, Сулюкта, Кизил-Кія, в 1951 переїхала до Краснодону.
У 1955 закінчила Краснодонську СШ № 1 ім. М. Горького та вступила до педагогічного інституту в м. Лієпая Латвійської РСР на фізико-математичний факультет, після 2-го курсу перевелася до Луганського педагогічного інституту. Будучи студенткою, гастролювала по Латвії з оркестром Лієпайського морехідного училища як солістка-співачка.
У 1957 навчалася в Краснодонської музичній школі № 1, з 1958 по 1961 — у Луганському музичному училищі на диригентсько-хормейстерському відділі, клас Еммануїла Білявського.
У 1966 закінчила Харківський інститут мистецтв ім. І. П. Котляревського по класу хорового диригування З. Д. Заграничного.
Працювала вчителем співу в школах 116, 106, і з різними самодіяльними хоровими колективами.
В 1970—1973 — директор ДМХШ № 3. Після реорганізації її в ДМШ № 13 Н. А. Бабіч була звільнена за невідповідністю посаді через відсутність членства в лавах Комуністичної партії. Завучем та директором школи, створеною нею, були призначені комуністи.
З 1980 по 2013 — директор Харківської дитячої музичної школи № 12 ім. Клавдії Шульженко, з 1991 по 2013 — керівник дитячого хору «Надія», що виступав з концертними програмами на численних концертних майданчиках, у Харківській обласній та Київській національній філармонії з Національною Заслуженою академічною капелою «Думка» під керівництвом Євгена Савчука. Хор гастролював у Києві, Москві, Івано-Франківську, Нюрнберзі та інших містах.
У 2009—2018 — голова Харківської організації Національної всеукраїнської музичної спілки.
У 2007 почала роботу з упорядкування архіву родини. Пошук людей з численного роду Мамонтових (по лінії матері Ніни Гаврилівни), родичів батька Петра Енгельфельда та прадіда Ганзена Петра Готфрідовича відкрив невідомі раніше сторінки історії родини. У 2008 здійснила поїздку на Соловецькі острови, де в 1920-х роках батько відбував у концтаборі термін ув'язнення. Восени 2008 року почала роботу з 11 архівами (в тому числі РГІА, РГВІА, ФСБ—Луб'янка 2) з метою документального підтвердження свого походження, а також по збору відомостей про батька Петра Енгельфельда та прадіда данця Г. Е. Ганзена.

## Літературна діяльність
Автор статей в газетах «Українська музична газета», «Время», «Слобідський край».
Автор книги «Мой адрес — Советский Союз» (Харків)
Підготувала до друку мемуарну книгу своєї матері: Мамонтова Н. Г. Копенгаген—Владивосток / Под ред. Н. А. Бабич-Энгельфельд. — Харьков, 2009. — 128 с.

## Звання та нагороди
- Заслужений діяч мистецтв України (1998)[1].
- Знак пошани харківської облради «Слобожанська слава» (2013).
- Почесна грамота Харківської міської ради.
- Лауреат міжнародної премії «Золота фортуна».
- Дипломант літературної премії ім. О. Масельського (2012).
- Лауреат муніципальної премії
- Президентська стипендія (з 2015).

## Сім'я
- Прадід — данець Г. Е. Ганзен (дан. Peter Emanuel Hansen) відомий перекладач, письменник, громадський діяч. Ганзен Пітер Емануїл Готфрід (в Росії — Петро Готфрідович) — автор методики викладання азбуки Морзе й один з піонерів викладання телеграфної справи в Петербурзькому Електротехнічному інституті Олександра III Російської імперії.
- Батько — Петро Енгельфельд, репресований, в 1925—1930 рр. відбував у концтаборі термін за контрреволюційну діяльність.
- Чоловік — Дубовик Євген Степанович (1934 р./н.). Працював 23 роки головним інженером — заступником керуючого Харківським обласним відділенням Промбудбанку.
- Син — Кирило Дубовик (1966 р./н.) — бізнесмен.
- Дочка — Дубовик Катерина Євгенівна (1971 р./н.) — кандидат наук, доцент кафедри права, національної безпеки та європейської інтеграції Інституту державного управління Харківського національного університету імені В. Н. Каразіна, засновник і голова громадської організації «Союз багатодітних сімей».
- 5 онуків: Анастасія Дубовик (2001 р./н.), випусниця ХНУМ ім. І. Котляревського, Софія Дубовик (2001 р./н.), Євген Дубовик (2002 р./н.), Леонід Дубовик (2007 р./н.), Олександр Дубовик (2009 р./н.), праонука Ганна Аксентьєва (2018 р./н.).